# RIC TV Curitiba
RIC TV Curitiba é uma emissora de televisão brasileira sediada em Curitiba, capital do estado do Paraná. Opera no canal 7 (34 UHF digital) e é afiliada à Record. Pertencente ao Grupo RIC, é a cabeça de rede da RIC TV, que transmite seus programas locais para as outras três emissoras da rede no interior do estado.

## História
A concessão do canal 7 VHF de Curitiba foi outorgada pelo presidente João Figueiredo em 31 de janeiro de 1985, como parte de duas concorrências públicas vencidas pelas Organizações Martinez (a outra foi a do canal 10 VHF de Cascavel, que originou a TV Carimã, hoje RPC Cascavel). Uma vez que o grupo já possuía a TV Paraná, a concessão foi vendida para o empresário Mário Petrelli em fevereiro de 1986, sendo um dos embriões do Sistema Sul de Comunicação, juntamente com a Rádio Independência (hoje Rádio Canção Nova Nossa Senhora da Luz), a FM 104 (hoje Jovem Pan FM Curitiba) e a TV Vanguarda de Cornélio Procópio, que haviam sido compradas do Grupo Positivo no ano anterior.
O SSC planejava implantar a emissora em setembro de 1986, transmitindo a programação da Rede Manchete, que até então era levada ao ar na capital paranaense desde novembro de 1983 pela TV Curitiba. No entanto, o planejamento foi drasticamente alterado quando a direção do canal 2 resolveu antecipar a sua saída da rede, alegando que não transmitiria a sua futura telenovela, Novo Amor, sob a hipótese de ter prejuízos comerciais ao trocar de afiliação caso ela desse bons índices de audiência, como vinha acontecendo com Dona Beija.
A TV Independência foi então colocada no ar às pressas, em 13 de julho, mesmo dia em que a TV Curitiba encerrava sua afiliação com a rede carioca, utilizando apenas um transmissor provisório de 2 kW de potência, instalado no topo do edifício-sede da Telepar, o Palácio das Telecomunicações, no bairro São Francisco, uma vez que as obras da sua sede no Pilarzinho ainda não haviam sido concluídas. O prédio ficava num terreno com altitude menor que a das colinas onde estavam instaladas as torres dos outros canais de televisão de Curitiba, prejudicando a sintonia do canal 7 em boa parte da capital e dos municípios vizinhos, o que fez a emissora publicar diversos anúncios nos jornais orientando os telespectadores a chamarem técnicos para ajustarem as posições de suas antenas.
Em 13 de março de 1987, a TV Independência passou a operar com um novo transmissor de 10 kW, eliminando os problemas de cobertura na Grande Curitiba, ao mesmo tempo que concluía as obras das suas instalações. Em 26 de abril, passou a transmitir em rede com a TV Vanguarda de Cornélio Procópio e a TV O Estado de Chapecó, Santa Catarina, no que é considerado o marco inicial do Sistema Sul de Comunicação, que foi se expandindo gradativamente pelo Paraná com novas emissoras até o início da década de 1990. Sua programação local, no entanto, só começou a ser produzida em novembro, quando estreou o telejornal SSC Manchete.
Em fevereiro de 1995, durante sua fase de expansão pelo país, a Rede Record comprou uma participação de 30% das ações das emissoras de televisão do Sistema Sul de Comunicação, incluindo a TV Independência Curitiba, o que significou o fim da sua afiliação com a Rede Manchete a partir de 1.º de julho, após 9 anos de parceria. Até então, o sinal da Record chegava à Curitiba e região desde 1992 através da TV Exclusiva, com quem a TV Independência trocou de bandeira, e por onde a Manchete continuou ativa durante seus últimos quatro anos de existência. Em 2000, juntamente com as outras componentes da agora intitulada Rede Independência de Comunicação, a emissora adotou a mesma sigla do grupo, passando a se chamar RIC Curitiba.

## Sinal digital
| Canal virtual | Canal digital | Resolução de tela | Programação                                         |
| ------------- | ------------- | ----------------- | --------------------------------------------------- |
| 7.1           | 34 UHF        | 1080i             | Programação principal da RIC TV Curitiba / RecordTV |

A emissora iniciou suas transmissões digitais em 1.º de junho de 2011, através do canal 34 UHF para Curitiba e áreas próximas. Em dezembro de 2015, passou a transmitir a sua programação local em alta definição.
Em 6 de abril de 2020, em parceria com o governo estadual, a emissora e as outras componentes da RIC colocaram no ar o Aula Paraná, para exibir teleaulas aos alunos da rede pública de ensino que ficaram sem ir para a escola em razão da pandemia de COVID-19. No subcanal 7.2, são transmitidas aulas para estudantes do 8.º e 6.º anos do ensino fundamental; no 7.3, para o 9.º e 7.º anos; e no 7.4, para os estudantes do ensino médio. As mesmas teleaulas exibidas pela TV passaram a ser disponibilizadas em um aplicativo móvel homônimo criado pela Secretaria Estadual de Educação e Esportes.
Transição para o sinal digital
Com base no decreto federal de transição das emissoras de TV brasileiras do sinal analógico para o digital, a RIC TV Curitiba, bem como as outras emissoras de Curitiba, cessou suas transmissões pelo canal 7 VHF em 31 de janeiro de 2018, seguindo o cronograma oficial da ANATEL.